# Nombre de Riesel
Un nombre de Riesel est, en mathématiques un entier naturel impair k tel que pour tout entier naturel n, l'entier k×2n – 1 est composé.

## Propriétés
En 1956, Hans Riesel a montré qu'il existait une infinité d'entiers de la sorte. Il a montré également que le nombre 509 203 possédait cette propriété, ainsi que toute somme de 509 203 et d'un multiple de 11 184 810.
Pour les cinq seuls nombres de Riesel k connus en dessous d'un million, la suite d'entiers k×2n – 1 possède un ensemble de couverture (en) fini, c'est-à-dire qu'il existe un ensemble fini de nombres premiers tel que chaque terme de la suite soit divisible par au moins l'un de ces nombres. Ce sont les suivants :
- 509 203 : {3, 5, 7, 13, 17, 241}
- 762 701 : {3, 5, 7, 13, 17, 241}
- 777 149 : {3, 5, 7, 13, 19, 37, 73}
- 790 841 : {3, 5, 7, 13, 19, 37, 73}
- 992 077 : {3, 5, 7, 13, 17, 241}

## Problème de Riesel
Le problème de Riesel consiste en la détermination du plus petit nombre de Riesel. On conjecture que 509 203 est le plus petit nombre de Riesel. Cependant, à la date du 28 décembre 2013, 52 nombres inférieurs ont pour l'instant donné des nombres composés pour toutes les valeurs de n testées :
2293, 9221, 23669, 31859, 38473, 46663, 67117, 74699, 81041, 93839, 97139, 107347, 121889, 129007, 143047, 146561, 161669, 192971, 206039, 206231, 215443, 226153, 234343, 245561, 250027, 273809, 315929, 319511, 324011, 325123, 327671, 336839, 342847, 344759, 362609, 363343, 364903, 365159, 368411, 371893, 384539, 386801, 397027, 402539, 409753, 444637, 470173, 474491, 477583, 485557, 494743, 502573.
Le Riesel Sieve (en) Project avait permis auparavant d'éliminer 33 k grâce à la découverte d'un nombre premier de la forme k×2n – 1 pour chacun d'eux. Il fait maintenant partie du projet PrimeGrid, qui étudie actuellement les nombres restants et avait permis de découvrir 12 nombres premiers et donc d'éliminer 12 k. Neuf d'entre eux étaient :
65 531, 123 547, 141 941, 162 941, 191 249, 252 191, 353 159, 415 267 et 428 639.
| k       | Nombre premier (k×2n – 1) | Nombre de chiffres en base 10 | Date             |
| ------- | ------------------------- | ----------------------------- | ---------------- |
| 65 531  | 65 531×23629342 – 1       | 1 092 546                     | 5 avril 2011     |
| 123 547 | 123 547×23804809 – 1      | 1 145 367                     | 8 mai 2011       |
| 141 941 | 141 941×24299438 – 1      | 1 294 265                     | 26 mai 2011      |
| 162 941 | 162 941×2993718 – 1       | 299 145                       | 2 février 2012   |
| 191 249 | 191 249×23417696 – 1      | 1 028 835                     | 21 novembre 2010 |
| 252 191 | 252 191×25497878 – 1      | 1 655 032                     | 23 juin 2012     |
| 353 159 | 353 159×24331116 – 1      | 1 303 802                     | 31 mai 2011      |
| 415 267 | 415 267×23771929 – 1      | 1 135 470                     | 8 mai 2011       |
| 428 639 | 428 639×23506452 – 1      | 1 055 553                     | 14 janvier 2011  |